# Estadio Numa-Daly Magenta
El Estadio Numa-Daly Magenta es un estadio de fútbol localizado en la ciudad de Numea, Nueva Caledonia. Se inauguró en 1966 y remodelado en 1985, 2003, 2008 y 2011. Tiene capacidad para 16.000 espectadores y fue sede de los Juegos del Pacífico en 1966, 1987 y 2011; y de la Copa de las Naciones de la OFC 1980.
Es el albergue de la mayoría de los clubes de la Superliga de Nueva Caledonia. Ya que AS Magenta, AS Lossi, AS Mont-Dore y Gaïtcha FCN los que utilizan al Numa-Daly Magenta como estadio para hacer de local.
El estadio posee este nombre en honor a Numa Daly, un economista fanático del fútbol, el rugby y el atletismo. Fue quien llevó la idea de construir finalmente el estadio.

## Historia
En 1951 el club neocaledonio Olympique aceptó un terreno en Magenta, Numea para construir un estadio. Se contrató al arquitecto alemán Herbert Schumann, sin embargo, el proyecto nunca fue terminado. Pero años más tarde, en 1966, Nueva Caledonia fue escogida sede de los Juegos del Pacífico Sur 1966 y necesitaba un campo de juego en su capital. Jacques Rampal asumió el proyecto y finalmente se inauguró en 1966 antes de los Juegos. Fue remodelado en 1985, 2003, y 2008.
El 31 de mayo de 2008, debido al final de la carrera profesional de Christian Karembeu, se organizó en Numa-Daly Magenta un encuentro amistoso entre el seleccionado francés campeón del Mundo en el 98 y un grupo de futbolistas melanesios encabezados por el propio Karembeu, el partido finalizó 8-2 a favor de los franceses.
En 2011, con motivo de los Juegos del Pacífico de 2011 fue remodelado nuevamente.